# Sabine Belkofer
Sabine Belkofer, jetzt Belkofer-Kröhnert, (* 27. November 1967 in Hamburg) ist eine deutsche Curlerin.
Ihr internationales Debüt hatte Belkofer im Jahr 1988 bei der Curling-Juniorenweltmeisterschaft, sie blieb aber ohne Medaille. Bei der EM 1988 in Perth/Schottland schaffte sie mit der Mannschaft um Skip Stephanie Mayr einen beachtlichen 6. Platz, bei der Juniorenweltmeisterschaft 1989 Markham/Kanada belegte sie ebenfalls einen 6. Platz.   
Belkofer vertrat Deutschland als Third bei den Olympischen Winterspielen 2002 in Salt Lake City, wo die Mannschaft um Skip Natalie Nessler das Tiebreaker-Spiel zum Einzug ins Halbfinale gegen die späteren Sieger aus Schottland verlor und das Turnier auf dem 5. Platz abschloss. Im selben Jahr spielte sie ebenfalls als Third bei der Curling-Weltmeisterschaft der Damen 2002. Sie ist Mitglied des Curling Club Hamburg e.V. Von Beruf ist Belkofer-Kröhnert Rechtsanwaltsfachangestellte.